# Brungul fältmätare
Brungul fältmätare, Earophila badiata, är en fjärilsart som först beskrevs av Michael Denis och Ignaz Schiffermüller 1775.  Brungul fältmätare ingår i släktet Earophila och familjen mätare, Geometridae. Arten är reproducerande i Sverige. Två underarter finns listade i Catalogue of Life, Earophila badiata fennokarelica Kaisila, 1946 och Earophila badiata tellensis Herbulot 1957.

## Bildgalleri

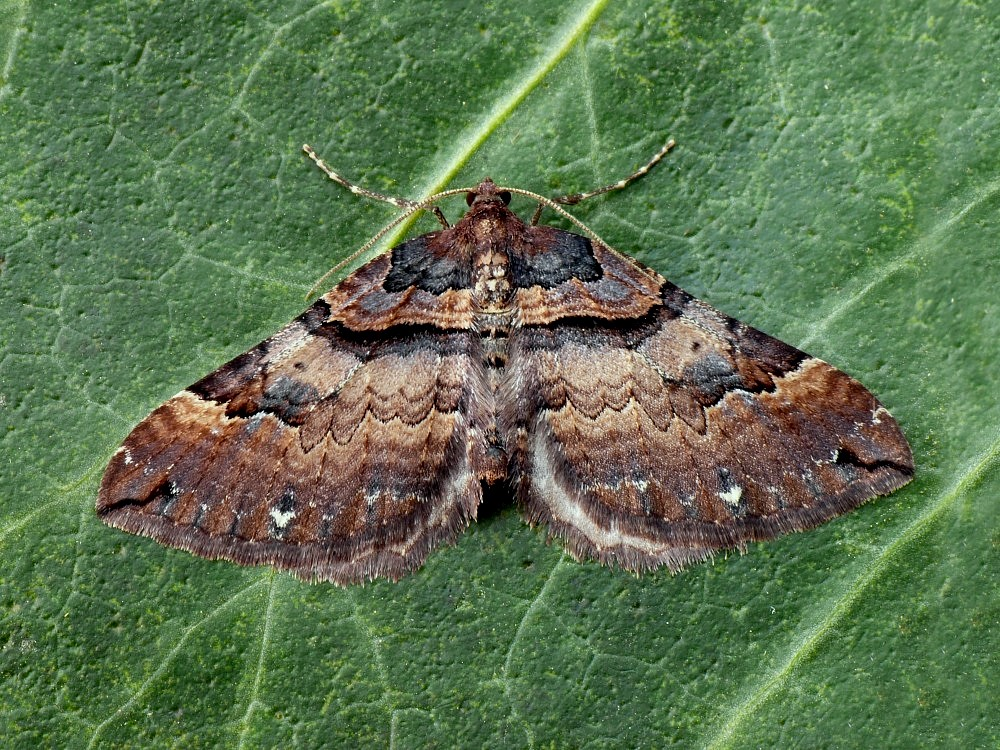
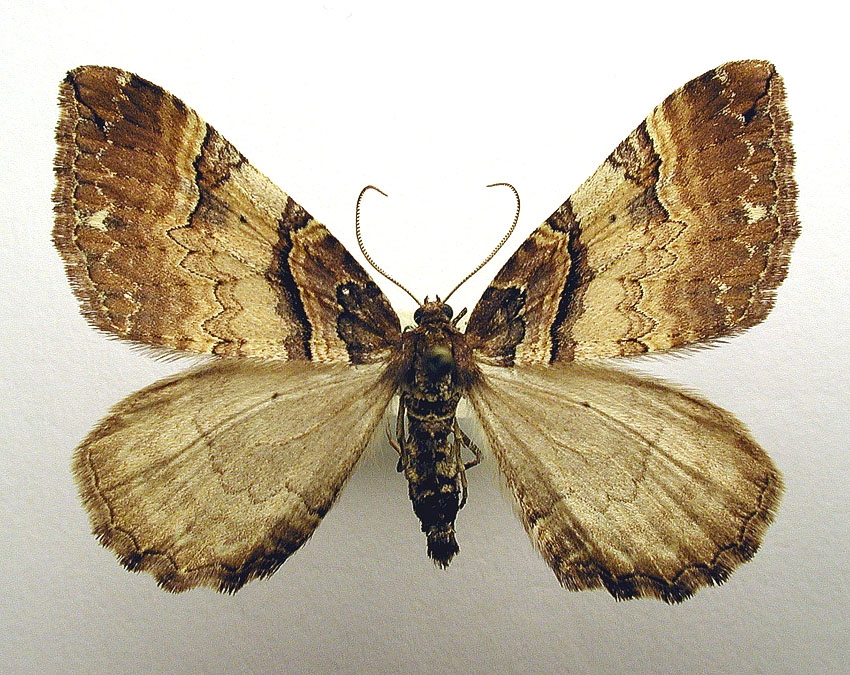
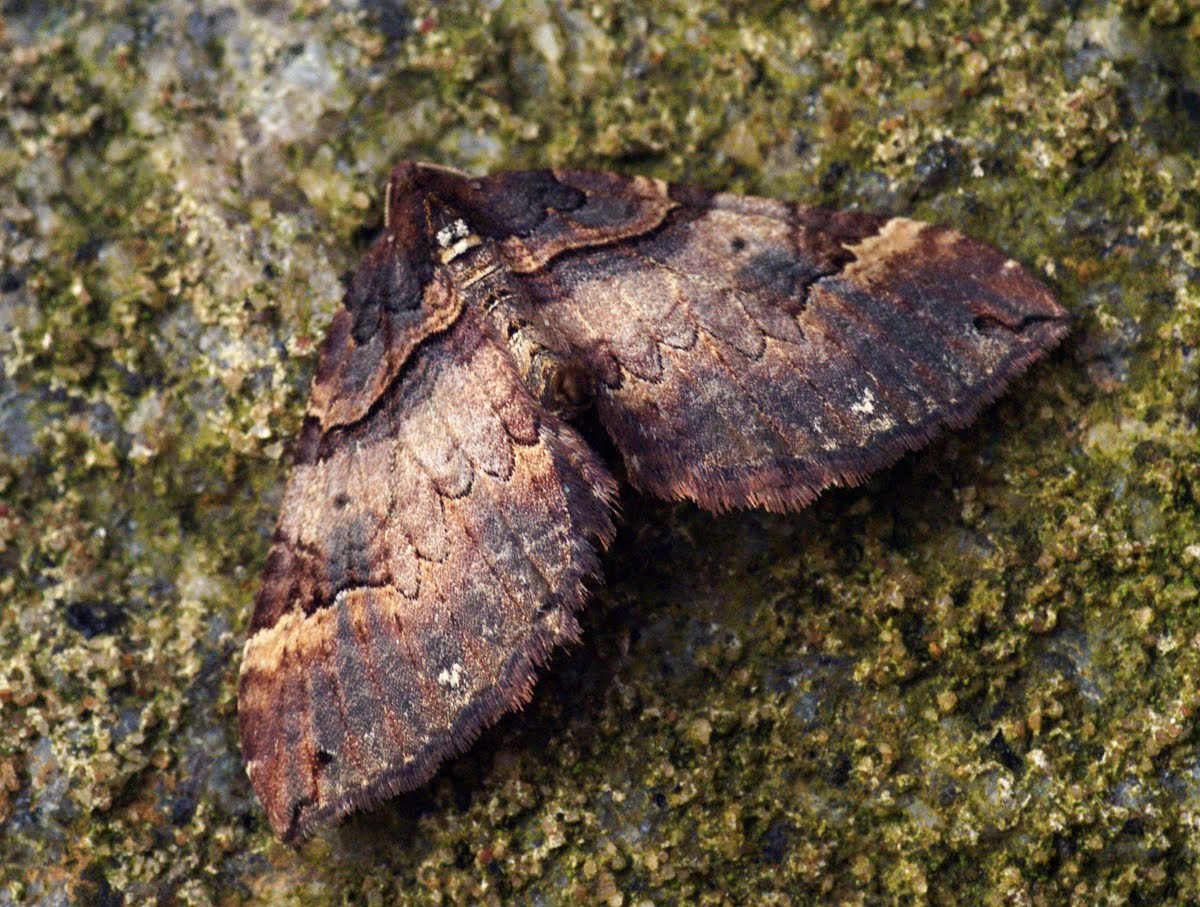
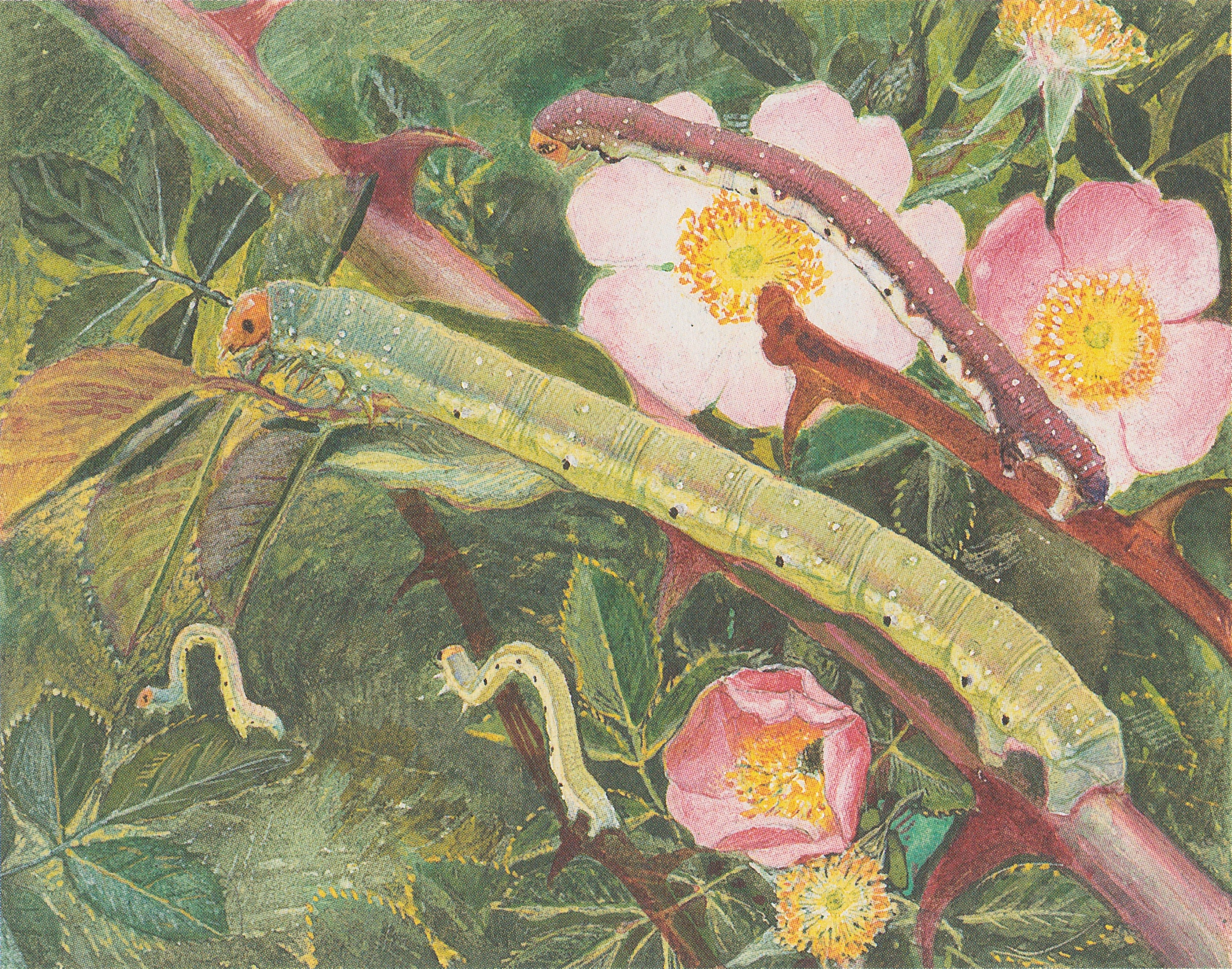
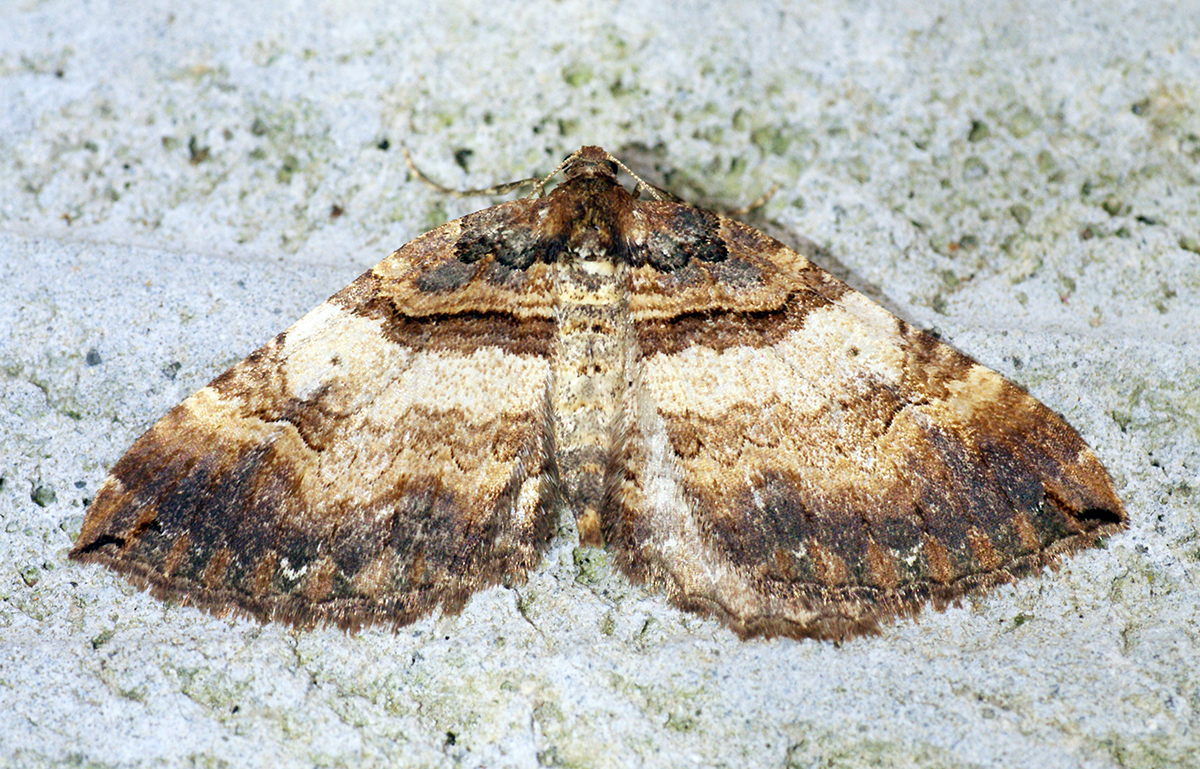
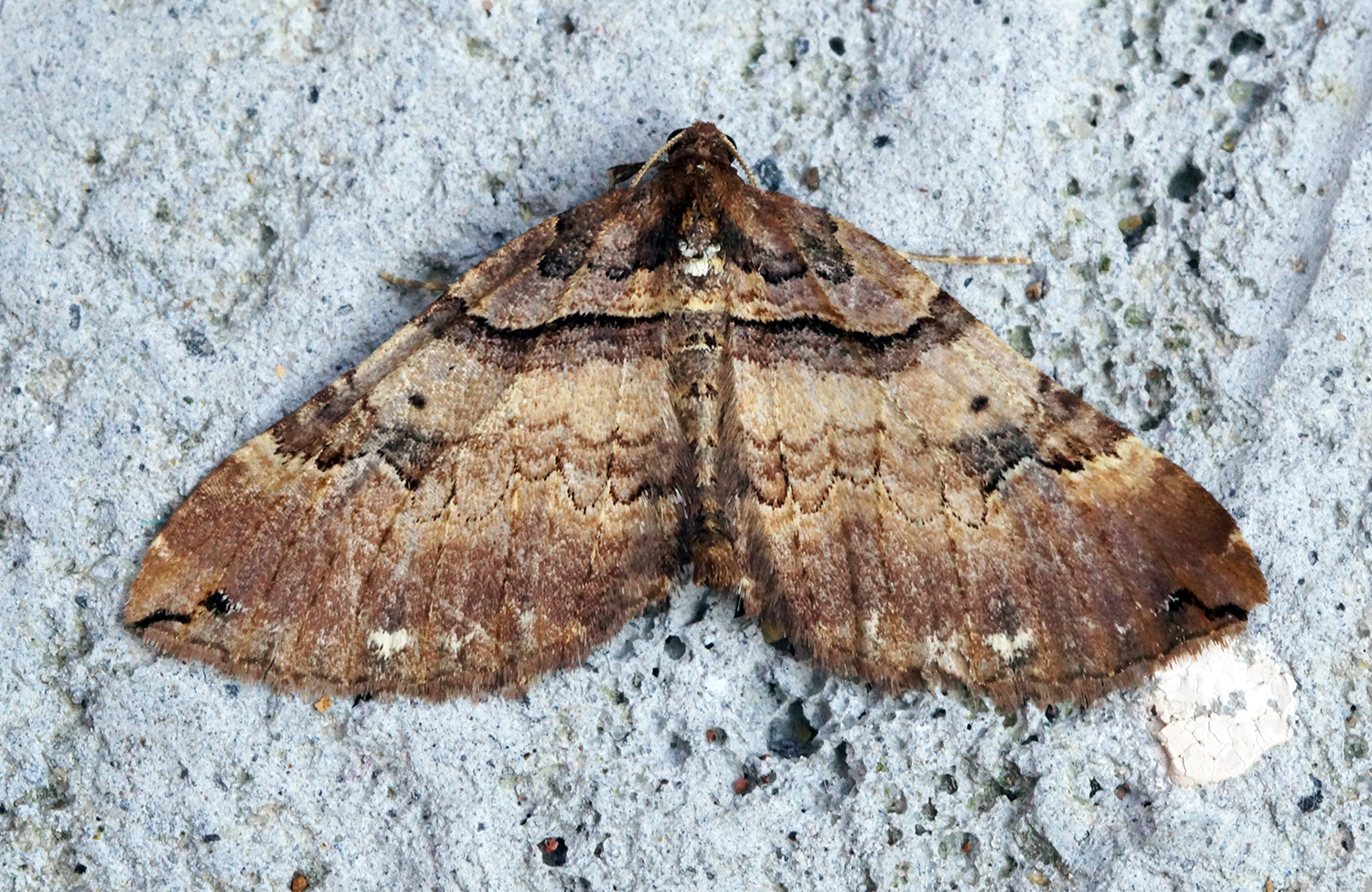